# Vyprošťovák
Vyprošťovák, je hovorový výraz v češtině, který se používá převážně k označení alkoholu, který se konzumuje jako lék na kocovinu (s cílem zmírnit účinky kocoviny). Mnoho dalších jazyků má svou vlastní frázi k popisu stejného konceptu.

## Evropa
V angličtině se používá fráze „hair of the dog“, co v doslovném překladě zní jako „psí chlupy“.
Tato fráze existuje také v maďarštině, kde doslovný překlad zní „(můžete vyléčit) kousnutí psa jeho srstí“, ale vyvinulo se v krátkou frázi („kutyaharapást szőrével“), která se často používá v jiných kontextech, když jeden se snaží vyjádřit, že řešení problému je spíše problémem.
Mezi Iry a Mexičany se často místo slova „hair of the dog“ používá fráze „the cure“, v překladu "lék" ("curarse la cruda", ve španělštině). Používá se, často sarkasticky v otázce „Jdeš si pro lék?“. V portugalštině lidé mluví o "úderu" (uma rebatida), což znamená odehnat kocovinu s větším množstvím alkoholu.
V některých slovanských jazycích (polštině, bosenštině, bulharštině, chorvatštině, srbštině, slovinštině a ruštině) se vyprošťovák nazývá „klín“ (klin), což odráží koncept vytlačení zaseknutého klínu jiným; odtud populární polská fráze „[klínem] klínem“ – [wybijać] klin klinem – která se používá přeneseně jak s ohledem na alkohol, tak i v jiných kontextech. V bulharštině je fráze „Клин клин избива“ (s použitím „klínové“ metafory běžné v jiných slovanských jazycích). Správný ruský termín je опохмелка (opohmelka, „po opilosti“), což označuje proces pití ke snížení účinků pití předchozího dne. [pochvalná zmínka potřebovaný] V Estonsku se používá fráze „peaparandus“, což doslovně přeloženo je "oprava hlavy".
S podobným použitím se setkáváme v rumunštině, ve frázi „Cui pe cui se scoate“, hřebík vytáhne hřebík; v italštině ve frázi „Chiodo scaccia chiodo“ se stejným překladem; ve španělštině ve frázi „Un clavo saca otro clavo“ (Hřebík vytáhne další hřebík). Ačkoli tyto fráze nejsou výhradně používány k označení léku na kocovinu.
V němčině se pití alkoholu druhý den ráno ke zmírnění příznaků někdy popisuje jako „dát si protipivo“ (ein Konterbier trinken) a v Japonsku se pití alkoholu ráno po nadměrném vypití nazývá 迎え酒 (mukae -zake), což se zhruba překládá jako „proti pití“. V Rakousku se mluví o opravárenském pivu (Reparatur-Seidl).
Nizozemci také vytvořili portmanteaus „reparadler“ a „reparipa“, označující Radler a IPA jako vyprošťovací nápoje. Také se používá termín „Morning-afterpils“, kde slovo „pils“ je „pivo“.
V norštině se obvykle nazývá „repareringspils“, což znamená „pivo k opravě“. Ve švédštině se pití alkoholu k úlevě od kocoviny nazývá mít „återställare“, což v překladu znamená zhruba „restaurátor“. V dánštině se pivo den po vypití nazývá „reparationsbajer“, což v překladu znamená „opravné pivo“. Existuje také přísloví: "Člověk musí vstát u stromu, kam spadl." Podobně se v nizozemštině často používá výraz „reparatiebier“, což v překladu znamená také „opravné pivo“.
Ve finštině se konzumace alkoholu následující den nazývá „tasoittava“ (vyhlazovač, ekvalizér), „loiventava“ (vyrovnávač) nebo „korjaussarja“ (sada na opravu). Také fráze "Sillä se lähtee millä tulikin", která se překládá jako "Co to způsobilo, to také vyléčí" popisuje stejný koncept.[9][10]
Ve francouzštině „soigner le mal par le mal“ (léčit zlo zlem) odkazuje na starodávnou víru, že nemoc má stejný původ, a používá se v případě kocoviny.
V islandštině se kúra na kocovinu nazývá „Afréttari“ v překladu „narovnávač“. Pokud máte kocovinu, první drink vás narovná nebo zvedne zpět do normálního stavu. Jako ohnutý hřebík, který je třeba opravit.

## Amerika
V Kostarice (Střední Amerika) se používá výraz „pelos de la misma chancha“, v doslovném překladě „chlupy stejného prasete“ odkazující na stejnou metodu k léčbě kocoviny. V Portoriku, pití alkoholu jako lék na kocovinu je voláno “matar al ratón”, nebo “zabít myš”.

## Asie
Nejstarší známá zmínka o „vyprošťováku“ se nachází v textu ze starověkého Ugaritu z poloviny až konce druhého tisíciletí před naším letopočtem, ve kterém bůh ʾIlu trpí kocovinou po pití. Součástí textu je recept na mast k aplikaci na čelo, která se skládá z „psích chlupů“ a částí neznámé rostliny smíchaných s olivovým olejem.
V Koreji se alkohol (typicky soju) popíjený ráno ke zmírnění kocoviny nazývá „haejangsul“ (해장술), což se doslovně překládá jako „nápoj, který uleví střevům“. V Číně se alkohol, který se pije k úlevě od kocoviny, nazývá „huíhúnjiǔ“ (回魂酒), což doslovně znamená „nápoj, který přivádí zpět vaši duši“. V Japonsku je ekvivalentní fráze „mukaezake“ (迎え酒), což lze doslovně přeložit jako „alkohol pro čelení následujícímu dni“.

## Afrika
V kapské afrikánštině se pití alkoholu k léčbě kocoviny (babbelas) nazývá „kopskiet“ neboli „výstřel“.